# La Jeune Fille à marier
La Jeune Fille à marier est une pièce de théâtre en un acte d'Eugène Ionesco représentée pour la première fois le 11 août 1953 au Théâtre de la Huchette dans une mise en scène de Jacques Polieri.

## Distribution à la création
- Claire Olivier : la Dame
- Robert Le Flon : le Monsieur